# 行話
行話（英文：Jargon 或 technical language）是指一些特定專業人士之間的用語，為了幫助討論議題，這些用語當中有許多在發展過程中逐漸簡化，例如可能會直接使用縮寫而不必附加解釋。不同的行業有不同的行話。在一個領域當中，某個詞彙可能會有比標準解釋更為精確的定義。

## 行話的使用狀況
許多不同的領域使用不同的行話，有以下幾個例子：
- 體育：在體育賽事轉播節目中可聽到許多行話，主持人或解说人經常使用特定運動項目中使用的行話來講評，因此不熟稔此運動的觀眾可能無法了解。如：擦板得分（籃球）、deuce（網球）、衝球（撞球）等等。
- 宗教：不同的宗教概念和信條會有不同的行話。如：業（印度教）、菩提（佛教）、羽化（道教）、三位一體（基督教）。
- 醫學：在手術室或是急救的情況下，行話的使用狀況比較普遍，其因是為了能讓醫療人員快速地溝通。在醫學領域裡，拉丁语或其他欧洲语言的詞彙普遍地用來代替一般普通的醫療用詞，特别是在处方等文件中，因此患者不易理解。
- 批判理論：每個批判理論的分支幾乎都有自己的行話。
- 資訊科技和網際網路：用來在與電腦工程師、系統工程師和電腦駭客間使用。
- 航海詞彙：早期使用的行話，現大多已不使用。
- 政治：在首長與評論者間使用，用來討論政治策略和手段。

## 外部連結
- Plain English （页面存档备份，存于）
- LanguageMonitor （页面存档备份，存于） - Watchdog on contemporary English usage
- JargonWiki - A wikified version of The Jargon File.
- CorporateJargon.net
- nickselby.com[永久] - 2007 BullsIT awards for worst in high-tech marketing jargon